# Leucosyrinx turritus
Leucosyrinx turritus é uma espécie de gastrópode do gênero Leucosyrinx, pertencente a família Pseudomelatomidae.